# آناریوهکا
آنارْیُوهْکا (سامی شمالی: Anárjohka، نروژی: Anarjokka یا Anarjohka، فنلاندی: Inarijoki، سوئدی: Enare älv) شاخه ای از رودخانه تانا است. طول آن حدود ۱۵۳ کیلومتر (۹۵ مایل) و مساحت زهکشی آن حدود ۳۱۵۲ کیلومتر (۱۲۱۷ مایل مربع) است. متوسط تخلیه در دهانه حدود ۳۳ متر مکعب در ثانیه (۱۲۰۰ فوت مکعب در ثانیه) است. قسمت پایینی رودخانه در امتداد مرز فنلاند و نروژ می‌گذرد. در حالی که قسمت بالایی رودخانه در پارک ملی اوره آناریوکا در نروژ است.